# (37668) 1994 SX9
1994 SX9 (asteroide 37668) é um asteroide da cintura principal. Possui uma excentricidade de 0.07972610 e uma inclinação de 9.98488º.
Este asteroide foi descoberto no dia 28 de setembro de 1994 por Spacewatch em Kitt Peak.